# Chronik der Komponisten
Siehe auch: Portal:Musik, Epochen der Musik, Musikgeschichte, Liste von Komponisten klassischer Musik, Liste der Listen von Komponisten nach Ländern geordnet, Liste von Komponistinnen, Liste von Jazz- und Improvisationsmusikerinnen

## Komponisten geboren bis 1200
- um 810 – um 865 Kassia
- um 940 – 1007 Heriger von Lobbes
- 1079 – 1142 Petrus Abaelardus
- vor 1098 – 1146 Adam von St. Viktor
- 1098 – 1179 Hildegard von Bingen
- um 1125 – um 1200 Bernart de Ventadorn
- vor 1140 – nach 1176 Albertus Parisiensis
- um 1150 – um 1201 Léonin
- 1150/65 – 1200/25 Pérotin
- um 1170 – um 1230 Walther von der Vogelweide

## Komponisten geboren 1201–1400
- 13. Jahrhundert Petrus de Cruce
- 13. Jahrhundert Rogeret de Cambrai
- um 1220 – nach 1250 Jacques de Cambrai
- um 1230 – 1289 Airas Nunes
- 1237 – 1286 Adam de la Halle
- 1291–1361 Philippe de Vitry
- 14. Jahrhundert Donatus de Florentia
- 14. Jahrhundert Giovanni da Cascia
- 14. Jahrhundert Jacob de Senleches
- 14. Jahrhundert Martinus Fabri
- 14. Jahrhundert Mönch von Salzburg
- 14. Jahrhundert Solage
- 14. Jahrhundert Petrus Vinderhout
- 1300/05 – 1377 Guillaume de Machaut
- nach 1300 – um 1372 Laurentius de Florentia
- um 1325 – um 1362 Gherardello da Firenze
- 1325–1397 Francesco Landini
- vor 1340 – um 1386 Jacopo da Bologna
- vor 1364 – vor 1400 Baude Cordier
- 1350/60 – 1413/16 Zacara da Teramo
- um 1350 – 1415 Andrea da Firenze
- um 1350 – 1422 Záviš von Zap
- um 1355 – 1436 Paolo da Firenze
- vor 1360 – nach 1390 Jehan Vaillant
- vor 1364 – vor 1400 Baude Cordier
- gestorben 1418 Richard Loqueville
- um 1370 – 1412 Johannes Ciconia
- um 1370 – um 1409 Jean Tapissier
- um 1377 – 1445 Oswald von Wolkenstein
- 1370/85 – 1445 Leonel Power
- vor 1390 – nach 1420 Johannes Cesaris
- um 1390 – 1453 John Dunstable
- um 1395 – nach 1457 Hermann Edlerawer
- um 1395 – 1441 Jacobus Vide
- vor 1400 – 1474 Guillaume Dufay
- vor 1400 – nach 1415 Thomas Fabri
- um 1400 – 1460 Gilles Binchois

## Komponisten geboren 1401–1500
- 15. Jahrhundert Adam Ileborgh
- 15. Jahrhundert Johannes de Sarto
- um 1410 – 1473 Conrad Paumann
- um 1420/25 – 1497 Johannes Ockeghem
- um 1425 – 1496 Johannes Regis
- um 1430 – nach 1480 Firminus Caron
- um 1430 – nach 1483 Juan de Urrede
- um 1435 – 1492 Antoine Busnoys
- vor 1439 – nach 1460 Johannes Fedé
- vor 1440 – nach 1460 Barbingant
- um 1440 – 1518 Loyset Compère
- um 1445 – 1505 Adam von Fulda
- 1446(1455/60)–1506 Alexander Agricola
- um 1450 – 1517 Heinrich Isaac
- 1450/55 – 1521 Josquin Desprez
- 1451 – 1522 Franchinus Gaffurius
- um 1455 – 1507/11 Johannes Ghiselin
- um 1455 – nach 1517 Gaspar van Weerbeke
- um 1455 – nach 1491 Jacob Barbireau
- 1457/58–1505 Jacob Obrecht
- vor 1459 – 1522 Jean Mouton
- um 1460 – nach 1513 Antoine Brumel
- um 1460 – nach 1521 Arnolt Schlick
- 1460/70 – 1518 Pierre de la Rue
- um 1465 – zwischen 1512 und 1518 Sebastian Virdung
- um 1470 – nach 1535 Bartolomeo Tromboncino
- 1480/85–1527/32 Philippe Verdelot
- um 1485 – 1558 Clément Janequin
- um 1490 – 1543 Ludwig Senfl
- um 1490 – 1562 Claudin de Sermisy
- um 1490 – 1562 Adrian Willaert
- 1490–1545 Costanzo Festa
- 1490–1545 John Taverner
- um 1495 – um 1560 Nicolas Gombert
- 1500–1553 Cristóbal de Morales

Siehe auch: Alte Musik, Musik der Renaissance

## Komponisten geboren 1501–1550
- 1502–1571 Francesco Corteccia
- um 1505 – 1585 Thomas Tallis
- 1507–1568 Jakob Arcadelt
- 1510–1566 Antonio de Cabezón
- um 1510 – nach 1561 Loys Bourgeois
- um 1510/15 – 1555/56 Jacobus Clemens non Papa
- um 1510/15 – nach 1570 Tielman Susato
- um 1510/25 – um 1570 Diego Ortiz
- um 1514 – 1572 Claude Goudimel
- 1514/15–1594 Giovanni Pierluigi da Palestrina
- 1515–1553 Caspar Othmayr
- 1515/16–1565 Cyprian de Rore
- um 1520 – 1565 Sigmund Hemmel
- um 1520 – 1591 Vincenzo Galilei
- 1521–1603 Philippe de Monte
- 1527/28–1599 Francisco Guerrero
- 1528/28–1601 Costanzo Porta
- um 1530 – 1600 Claude Le Jeune
- um 1531 – 1606 Guillaume Costeley
- 1531/32–1591 Jacobus de Kerle
- 1532–1594 Orlando di Lasso
- 1532/33–1585 Andrea Gabrieli
- 1533–1604 Claudio Merulo
- 1535–1596 Giaches de Wert
- 1535/36–1592 Marc’Antonio Ingegneri
- um 1536/37 – 1592 Alessandro Striggio der Ältere
- 1540/45–1599 Jakob Regnart
- 1542 – um 1611 Gioseffo Guami
- 1543–1623 William Byrd
- 1543–1588 Alfonso Ferrabosco der Ältere
- 1543/44–1607 Giovanni Maria Nanino
- um 1544 – nach 1590 Maddalena Casulana Mezari
- 1545–1607 Luzzasco Luzzaschi
- um 1548 – 1614 Giovanni de Macque
- 1548–1611 Tomás Luis de Victoria
- 1550–1602 Emilio de’ Cavalieri
- 1550–1591 Jacobus Gallus
- 1550–1605 Orazio Vecchi

## Komponisten geboren 1551–1600
- 1551–1618 Giulio Caccini
- um 1553 – 1606 Leonhard Lechner
- 1553/54–1599 Luca Marenzio
- 1557–1609 Giovanni Croce
- 1557–1613 Giovanni Gabrieli
- 1557/58–1602 Thomas Morley
- 1560–1614 Felice Anerio
- 1560/61–1628 Peter Philips
- 1561–1633 Jacopo Peri
- 1562–1640 Giles Farnaby
- 1562–1621 Jan Pieterszoon Sweelinck
- 1562/63–1628 John Bull
- 1563–1626 John Dowland
- 1564–1612 Hans Leo Haßler
- 1566–1613 Carlo Gesualdo
- 1566–1638 Alessandro Piccinini
- 1567–1643 Christoph Demantius
- 1567–1643 Claudio Monteverdi
- 1568–1634 Adriano Banchieri
- um 1570 – um 1630 Salamone Rossi
- 1571–1621 Michael Praetorius
- 1572–1656 Thomas Tomkins
- 1574–1638 John Wilbye
- 1575 – nach 1646 Vittoria Raffaella Aleotti
- 1576–1623 Thomas Weelkes
- um 1579 – 1639 Melchior Franck
- 1581–1634 Johann Staden
- 1582–1652 Gregorio Allegri
- 1582–1643 Marco da Gagliano
- 1582–1629 Sigismondo d’India
- 1583–1643 Girolamo Frescobaldi
- 1583–1625 Orlando Gibbons
- 1585/87–1643 Antoine de Boësset
- 1585–1672 Heinrich Schütz
- um 1586 – 1630 Alessandro Grandi
- 1586–1651 Jacob Praetorius der Jüngere
- 1586–1630 Claudio Saracini
- 1586–1630 Johann Hermann Schein
- 1586–1666 Paul Siefert
- um 1587 – nach 1643 Guillaume Bouzignac
- 1587–1640 Francesca Caccini
- 1587–1639 Stefano Landi
- 1587–1654 Samuel Scheidt
- 1589–1630 Giovanni Battista Fontana
- um 1589 – 1656 Francesco Turini
- um 1590 – 1638 Giovanni Pietro Berti
- um 1590 – 1657 Jacob van Eyck
- um 1590 – 1667 Johann Schop
- 1592–1678 John Jenkins
- 1592–1665 Domenico Mazzocchi
- 1592–1657 Tobias Michael
- 1592/93–1667 Melchior Schildt
- 1594–1663 Biagio Marini
- 1595–1679 Antonio Maria Abbatini
- um 1595 – 1642 Giovanni Battista Buonamente
- 1595–1662 Henry Lawes
- 1595–1665 Tarquinio Merula
- um 1595 – 1630 Johann Nauwach
- 1596–1668 Giovanni Rovetta
- um 1596 – nach 1663 Heinrich Scheidemann
- 1597/1603–1672 Denis Gaultier
- 1597–1646 Virgilio Mazzocchi
- 1598–1662 Johann Crüger
- um 1598 – 1653 Luigi Rossi
- 1599–1676 Étienne Moulinié
- 1599–1663 Thomas Selle
- um 1600 – 1639 Carlo Farina
- um 1600 – 1679 Giovanni Felice Sances

Siehe auch: Alte Musik, Musik der Renaissance

## Komponisten geboren 1601–1650
- 1601/02–1672 Jacques Champion de Chambonnières
- 1601/02–1656 Michelangelo Rossi
- 1601–1694 Delphin Strungk
- 1602–1676 Francesco Cavalli
- 1602–1645 William Lawes
- 1602–1662 Marco Marazzoli
- 1603–1681 Benedetto Ferrari
- 1603–1639 Kaspar Kittel
- 1603/10–1680 Marco Uccellini
- 1604–1651 Heinrich Albert
- 1604–1673 Johann Bach
- 1604–1688 Francesco Foggia
- 1604–1664 Bonifazio Graziani
- 1605–1672 Orazio Benevoli
- 1605–1669 Antonio Bertali
- 1605–1674 Giacomo Carissimi
- 1605–1646 Johann Vierdanck
- 1607–1655 Sigmund Theophil Staden
- 1610–1684 Henri Dumont
- 1610–1696 Michel Lambert
- 1610–1661 João Lourenço Rebelo
- 1610–1675 Giovanni Salvatore
- 1611–1675 Andreas Hammerschmidt
- um 1613 – 1648 Giovanni Antonio Rigatti
- vor 1614 – 1663 Nicolas Hotman
- 1614–1669 Philipp Friedrich Buchner
- 1614–1667 Franz Tunder
- 1615–1692 Heinrich Bach
- 1616–1678 Maurizio Cazzati
- 1616–1673 Kaspar Förster der Jüngere
- 1616–1667 Johann Jakob Froberger
- 1616–1655 Johann Erasmus Kindermann
- um 1616 – 1674 Matthias Weckmann
- 1616–1684 Pietro Andrea Ziani
- um 1617 – 1684 Johann Rosenmüller
- um 1618 – 1701 Abraham van den Kerckhoven
- um 1619 – 1675 Anthoni van Noordt
- 1619–1677 Barbara Strozzi
- 1621–1677 Matthew Locke
- um 1623 – 1679 Dietrich Becker
- 1623–1669 Antonio Cesti
- 1623–1680 Johann Heinrich Schmelzer
- 1624 – um 1687 Giovanni Antonio Pandolfi Mealli
- 1624–1704 Francesco Provenzale
- 1625–1673 Johann Rudolph Ahle
- um 1626 – 1661 Louis Couperin
- 1626–1690 Giovanni Legrenzi
- 1627–1693 Johann Caspar von Kerll
- um 1628 – 1677 Robert Cambert
- 1628–1692 Christoph Bernhard
- 1628–1665 Samuel Capricornus
- 1628–1715 Constantin Christian Dedekind
- 1629–1691 Jean-Henri d’Anglebert
- um 1630 – 1681 Antonio Sartorio
- 1631–1687 Vincenzo Albrici
- 1631–1702 Nicolas Lebègue
- 1632–1687 Jean-Baptiste Lully
- 1632–1714 Guillaume-Gabriel Nivers
- 1632–1692 Giovanni Battista Vitali
- 1633–1694 Jean-Nicolas Geoffroy
- 1633–1676 Sebastian Knüpfer
- 1634–1700 Antonio Draghi
- 1634–1666 Adam Krieger
- 1636–1679 Esaias Reusner der Jüngere
- 1636–1707 Daniel Speer
- um 1637 – 1707 Dieterich Buxtehude
- um 1637 – um 1707 Bernardo Storace
- 1637–1695 Giovanni Paolo Colonna
- 1637–1710 Bernardo Pasquini
- 1638–1692 Giovanni Buonaventura Viviani
- um 1640 – 1706 Sebastiano Moratelli
- 1640–1713 Paolo Lorenzani
- 1640–1710 Gaspar Sanz
- 1641–1717 Wolfgang Caspar Printz
- 1642–1703 Johann Christoph Bach I
- um 1643 – 1704 Marc-Antoine Charpentier
- 1643–1682 Alessandro Stradella
- 1643–1722 Johann Adam Reincken
- 1644–1704 Heinrich Ignaz Franz Biber
- 1644–1712 Juan Cabanilles
- um 1645 – 1710/15 Carlo Ambrogio Lonati
- 1645/50 – nach 1725 Christian Ritter
- 1645–1712 Lambert Chaumont
- 1645–1699 Johann Georg Conradi
- 1646–1724 Johann Theile
- um 1647 – 1674 Pelham Humfrey
- 1648–1694 Johann Michael Bach
- 1648–1701 Johann Schelle
- 1649–1708 John Blow
- 1649–1725 Johann Philipp Krieger
- 1649–1719 Johann Valentin Meder
- um 1650 – 1737 Pietro Torri
- um 1650 – 1717 Johann Jakob Walther

## Komponisten geboren 1651–1700
- 1651–1680 Petronio Franceschini
- 1651–1690 Domenico Gabrielli
- 1651/52–1735 Johann Krieger
- 1652–1724 John Abell
- 1652–1730 André Danican Philidor
- um 1653 – 1706 Jacques Boyvin
- um 1653 – 1723 Carlo Francesco Pollarolo
- um 1653 – 1715 Marc’Antonio Ziani
- 1653–1713 Arcangelo Corelli
- 1653–1704 Georg Muffat
- 1653–1706 Johann Pachelbel
- 1654–1740 Vincent Lübeck
- 1654–1713 Ludovico Roncalli
- 1654–1728 Agostino Steffani
- 1655–1700 Johann Beer
- 1656–1746 Johann Caspar Ferdinand Fischer
- 1656–1728 Marin Marais
- 1656/1660 – 1732 Robert de Visée
- 1657–1726 Michel-Richard Delalande
- 1657–1714 Philipp Heinrich Erlebach
- 1658–1709 Giuseppe Torelli
- 1659–1726 Francesco Antonio Pistocchi
- 1659–1695 Henry Purcell
- um 1660 – 1730 Gottfried Finger
- um 1660 – 1741 Johann Joseph Fux
- um 1660 – 1707 Gaspard le Roux
- 1660–1744 André Campra
- 1660–1722 Johann Kuhnau
- 1660–1727 Johann Sigismund Kusser
- 1660–1725 Alessandro Scarlatti
- 1660–1712 Johannes Schenck
- 1661–1733 Georg Böhm
- 1661–1741 Henry Desmarest
- 1661–1727 Francesco Gasparini
- 1661–1756 Giacomo Antonio Perti
- 1663–1727 Giuseppe Maria Jacchini
- 1663–1738 Franz Xaver Murschhauser
- 1663–1745 Tomaso Antonio Vitali
- 1663–1712 Friedrich Wilhelm Zachow
- 1664–1735 Nicolas Bernier
- 1664–1760 Michele Mascitti
- 1664–1735 Georg Österreich
- 1664 – um 1721 Johann Speth
- 1665–1742 Benedikt Anton Aufschnaiter
- 1665–1697 Nicolaus Bruhns
- 1665–1729 Élisabeth Jacquet de La Guerre
- 1665/1671 – 1747 Francesc Valls
- 1666–1729 Attilio Ariosti
- 1666–1747 Jean-Féry Rebel
- 1667–1740 Antonio Lotti
- 1667–1737 Michel Pignolet de Montéclair
- 1667–1752 Johann Christoph Pepusch
- 1668–1733 François Couperin
- 1668–1705 Jean Gilles
- um 1670 – 1755 Pietro Paolo Bencini
- 1670–1747 Giovanni Bononcini
- 1670–1736 Antonio Caldara
- 1670–1748 David Kellner
- 1671–1751 Tomaso Albinoni
- 1671–1755 Azzolino Bernardino della Ciaia
- 1672–1738 Carlo Agostino Badia
- 1672–1749 Francesco Antonio Bonporti
- 1672–1749 André Cardinal Destouches
- 1672–1745 Antoine Forqueray
- 1672–1703 Nicolas de Grigny
- 1672–1737 Francesco Mancini
- 1672/73–1751 Georg Caspar Schürmann
- 1673–1747 Alessandro Marcello
- um 1674 – 1707 Jeremiah Clarke
- 1674–1763 Jacques-Martin Hotteterre
- 1674–1739 Reinhard Keiser
- vor 1675 – 1745 Michel de La Barre
- 1675–1742 Evaristo Dall’Abaco
- 1676–1749 Johann Bernhard Bach der Ältere
- 1676–1749 Louis-Nicolas Clérambault
- 1676–1753 Giacomo Facco
- 1677–1745 Nicola Fago
- 1678–1741 Antonio Vivaldi
- 1679–1759 Girolamo Chiti
- 1679–1744 Domenico Sarro
- 1679–1732 Johann Christian Schieferdecker
- 1679–1745 Jan Dismas Zelenka
- um 1680 – nach 1739 Jean-Adam Guilain
- 1680–1757 Emanuele d’Astorga
- 1681–1732 Francesco Bartolomeo Conti
- 1681–1764 Johann Mattheson
- 1681–1767 Georg Philipp Telemann
- 1681–1753 Giuseppe Valentini
- um 1682 – 1738 Jean-François Dandrieu
- 1682–1738 Jean-Joseph Mouret
- 1683–1760 Christoph Graupner
- 1683–1729 Johann David Heinichen
- 1683–1764 Jean-Philippe Rameau
- 1684–1742 Bohuslav Matěj Černohorský
- 1684–1755 Francesco Durante
- 1684–1762 Francesco Manfredini
- 1684–1756 Johann Theodor Roemhildt
- 1685–1750 Johann Sebastian Bach
- 1685–1743 Lodovico Giustini
- 1685–1759 Georg Friedrich Händel
- 1685–1757 Domenico Scarlatti
- 1686–1739 Benedetto Marcello
- 1686–1768 Nicola Antonio Porpora
- 1687–1762 Francesco Geminiani
- 1687–1755 Johann Georg Pisendel
- 1687–1750 Silvius Leopold Weiss
- 1688–1758 Johann Friedrich Fasch
- 1688–1726 Domenico Zipoli
- 1689–1755 Joseph Bodin de Boismortier
- um 1690 – nach 1766 Carlo Tessarini
- um 1690 – 1730 Leonardo Vinci
- 1690–1757 Fortunato Chelleri
- 1690–1770 Gottlieb Muffat
- 1690–1749 Gottfried Heinrich Stölzel
- 1690–1768 Francesco Maria Veracini
- 1691–1761 Francesco Feo
- 1692–1770 Giuseppe Tartini
- 1692–1766 Unico Wilhelm van Wassenaer
- 1694–1772 Louis-Claude Daquin
- 1694–1762 Johann Samuel Endler
- 1694–1744 Leonardo Leo
- 1694–1758 Johan Helmich Roman
- 1695–1764 Pietro Locatelli
- 1695–1750 Giuseppe Sammartini
- 1696–1765 Johann Melchior Molter
- 1697–1764 Jean-Marie Leclair
- 1697–1763 Giovanni Benedetto Platti
- 1697–1773 Johann Joachim Quantz
- 1698–1787 François Francœur
- 1699–1783 Johann Adolph Hasse
- um 1700 – 1750 Antonio Brioschi
- 1700–1743 Johann Bernhard Bach der Jüngere
- 1700–1775 Giovanni Battista Sammartini

Siehe auch: Alte Musik, Barockmusik

## Komponisten geboren 1701–1750
- 1702–1762 Johann Ernst Eberlin
- 1703–1741 Joseph-Hector Fiocco
- 1703–1784 Johann Gottlieb Graun
- 1703–1755 Joseph-Nicolas-Pancrace Royer
- 1704–1759 Carl Heinrich Graun
- 1705–1782 Nicolas Chédeville
- 1705–1770 Louis-Gabriel Guillemain
- 1706–1785 Baldassare Galuppi
- 1706–1784 Giovanni Battista Martini
- 1707–1795 Michel Corrette
- 1707–1780 Johann Baptist Georg Neruda
- 1708–1775 Egidio Romoaldo Duni
- 1708–1776 Johann Adolf Scheibe
- 1709–1770 Charles Avison
- 1709–1786 Franz Benda
- 1709–1789 Franz Xaver Richter
- 1709–1758 Wilhelmine von Bayreuth
- 1709/10/11–1763 Christoph Schaffrath
- 1710–1746 Domenico Alberti
- 1710–1778 Thomas Arne
- 1710–1784 Wilhelm Friedemann Bach
- 1710–1736 Giovanni Battista Pergolesi
- 1711–1779 William Boyce
- 1711–1783 Ignaz Holzbauer
- 1711–1772 Jean-Joseph Cassanéa de Mondonville
- 1712–1786 Friedrich II. von Preußen
- 1712–1795 Sayat Nova
- 1712–1778 Jean-Jacques Rousseau
- 1712–1786 John Stanley
- 1713–1797 Antoine Dauvergne
- 1713–1780 Johann Ludwig Krebs
- 1714–1788 Carl Philipp Emanuel Bach
- 1714–1787 Christoph Willibald Gluck
- 1714–1785 Gottfried August Homilius
- 1714–1774 Niccolò Jommelli
- 1715–1789 Jacques Duphly
- 1715–1777 Georg Christoph Wagenseil
- 1715–1750 Matthias Georg Monn
- 1717–1762 Christoph Nichelmann
- 1717–1757 Johann Stamitz
- 1718–1777 Emanuele Barbella
- um 1719 – 1785 Antoine Mahaut
- 1719–1787 Leopold Mozart
- um 1720 – 1767 Johann Schobert
- 1720–1774 Johann Friedrich Agricola
- 1720–1787 Bernhard Joachim Hagen
- 1721–1783 Johann Philipp Kirnberger
- 1722–1795 Georg Anton Benda
- 1722–1793 Pietro Nardini
- 1723–1787 Carl Friedrich Abel
- 1723–1797 Giovanni Marco Rutini
- 1723/24–1802 Antonio Lolli
- 1724–1799 Claude Balbastre
- 1725–1813 Ferdinando Bertoni
- 1726–1795 François-André Danican Philidor
- 1726–1797 Josef Anton Steffan
- 1727–1797 Pasquale Anfossi
- 1727–1789 Armand-Louis Couperin
- um 1727–1757 François Martin
- 1727–1779 Tommaso Traetta
- 1728–1800 Pierre Gaviniès
- 1728–1804 Pietro Alessandro Guglielmi
- 1728–1804 Johann Adam Hiller
- 1728–1788 Johann Gottfried Müthel
- 1728–1800 Niccolò Piccinni
- 1729–1777 Anton Cajetan Adlgasser
- 1729–1817 Pierre-Alexandre Monsigny
- 1729–1802 Giuseppe Sarti
- 1729–1783 Antonio Soler
- um 1730–1790 Domenico Gallo (genaue Lebensdaten unsicher)
- 1730–1786 Antonio Sacchini
- 1731–1798 Johann Christian Cannabich
- 1731–1798 Gaetano Pugnani
- 1731–1788 Karl Joseph Toeschi
- 1732–1795 Johann Christoph Friedrich Bach
- 1732–1771 František Xaver Brixi
- 1732–1809 Joseph Haydn
- 1732–1770 Gian Francesco de Majo
- 1733–1803 Ignaz von Beecke
- 1733–1760 Anton Fils
- 1734–1809 Franz Ignaz Beck
- 1734–1829 François-Joseph Gossec
- 1734–1789 Luka Sorkočević
- 1735–1782 Johann Christian Bach
- 1735–1787 Anton Schweitzer
- 1736–1809 Johann Georg Albrechtsberger
- 1736–1800 Carl Friedrich Christian Fasch
- 1737–1806 Michael Haydn
- 1737–1781 Josef Mysliveček
- 1738–1808 Filippo Maria Gherardeschi
- 1738–1793 Leopold Hofmann
- 1739–1799 Carl Ditters von Dittersdorf
- 1739–1796 Friedrich Wilhelm Rust
- 1739–1813 Johann Baptist Vanhal
- 1739/40 – nach 1767 Anna Bon di Venezia
- 1740–1802 Samuel Arnold
- 1740–1816 Giovanni Paisiello
- 1741–1813 André Grétry
- 1741–1801 Andrea Lucchesi
- 1741–1801 Johann Gottlieb Naumann
- 1741–1815 Johann Gottfried Wilhelm Palschau
- 1741–1805 Václav Pichl
- 1741–1799 Henri-Joseph Rigel
- 1741–1808 Luigi Tomasini
- 1741–1781 Anton Zimmermann
- 1742–1822 Jean-Baptiste Davaux
- 1743–1805 Luigi Boccherini
- 1743–1818 Giuseppe Gazzaniga
- 1744–1798 Gaetano Brunetti
- 1744–1812 Marianna Martines
- 1744–1785 Karl Siegmund von Seckendorff
- 1745–1777 Maxim Beresowski
- 1745–1799 Joseph Bologne, Chevalier de Saint-Georges
- 1745–1799 João de Sousa Carvalho
- 1745–1801 Carl Stamitz
- 1747–1818 Leopold Koželuh
- 1747–1775 Marian Paradeiser
- 1747–1800 Johann Abraham Peter Schulz
- 1748–1823 Emanuel Aloys Förster
- 1748–1798 Christian Gottlob Neefe
- 1748–1797 Christoph Rheineck
- 1748–1823 Theodor von Schacht
- 1749–1801 Domenico Cimarosa
- 1749–1814 Georg Joseph Vogler
- 1750–1792 Antonio Rosetti
- 1750–1825 Antonio Salieri
- 1750–1789 Anton Stamitz
- 1750–1817 Franz Xaver Sterkel

## Komponisten geboren 1751–1800
- 1751–1825 Dmitri Bortnjanski
- 1751–1827 Bartolomeo Campagnoli
- 1752–1832 Muzio Clementi
- 1752–1790 Ludwig August Lebrun
- 1752–1814 Johann Friedrich Reichardt
- 1753–1809 Nicolas Dalayrac
- 1753–1788 Johann Samuel Schroeter
- 1753–1800 Johan Wikmansson
- 1754–1823 Antonín František Bečvařovský
- 1754–1812 Franz Anton Hoffmeister
- 1754–1806 Vicente Martín y Soler
- 1754–1825 Peter von Winter
- 1755–1831 Vincenc Mašek
- 1755–1824 Giovanni Battista Viotti
- 1756–1792 Joseph Martin Kraus
- 1756–1778 Thomas Linley junior
- 1756–1791 Wolfgang Amadeus Mozart
- 1756–1788 Johann Christoph Vogel
- 1756–1808 Paul Wranitzky
- 1757–1831 Ignaz Pleyel
- 1757–1841 Alessandro Rolla
- 1757–1797 Johann Abraham Sixt
- 1758–1832 Carl Friedrich Zelter
- 1759–1833 Maria Rosa Coccia
- 1759–1803 François Devienne
- 1759–1831 Franz Krommer
- 1760–1842 Luigi Cherubini
- 1760–1812 Johann Ladislaus Dussek
- 1760–1837 Jean-François Lesueur
- 1760–1802 Johann Rudolf Zumsteeg
- 1761–1838 Ludwig Abeille
- 1761–1800 Jewstignei Fomin
- 1761–1817 Friedrich Ludwig Æmilius Kunzen
- 1762–1797 Carl Christian Agthe
- 1763–1826 Franz Danzi
- 1763–1850 Adalbert Gyrowetz
- 1763–1845 Johann Simon Mayr
- 1763–1817 Étienne-Nicolas Méhul
- 1764–1836 Hélène de Montgeroult
- 1765–1799 Johann Georg Distler
- 1765–1807 Anton Eberl
- 1765–1846 Joseph von Eybler
- 1765–1815 Jakub Jan Ryba
- 1766–1831 Rodolphe Kreutzer
- 1766–1803 Franz Xaver Süßmayr
- 1766–1846 Joseph Weigl
- 1766–1837 Samuel Wesley
- 1767–1844 Henri Montan Berton
- 1767–1821 Andreas Romberg
- 1767–1841 Bernhard Romberg
- 1767–1831 Joseph Ignaz Schnabel
- 1768–1853 Louis Emmanuel Jadin
- 1769–1854 Joseph Elsner
- 1769–1843 Johann Georg Lickl
- 1770–1827 Ludwig van Beethoven
- 1770–1841 Ferdinando Carulli
- 1770–1836 Anton Reicha
- 1770–1846 Johann Christian Heinrich Rinck
- 1770–1839 Jan August Vitásek
- 1771–1842 Pierre Baillot
- 1771–1858 Johann Baptist Cramer
- 1771–1839 Ferdinando Paër
- 1772–1807 Antonio Casimir Cartellieri
- 1772–1847 Johann Wilhelm Wilms
- 1773–1830 Charles-Simon Catel
- 1773–1845 François René Gebauer
- 1773–1830 Wenzel Matiegka
- 1773–1812 Joseph Wölfl
- 1774–1848 Ferdinando Orlandi
- 1774–1830 Pierre Rode
- 1774–1851 Gaspare Spontini
- 1774–1850 Wenzel Johann Tomaschek
- 1774–1842 Christoph Ernst Friedrich Weyse
- 1775–1834 François-Adrien Boieldieu
- 1775–1838 Bernhard Crusell
- 1776–1822 E. T. A. Hoffmann
- 1776–1800 Hyacinthe Jadin
- 1777–1839 Carl Ludwig Heinrich Berger
- 1778–1837 Johann Nepomuk Hummel
- 1778–1858 Sigismund von Neukomm
- 1778–1839 Fernando Sor
- 1779–1835 Ignaz Schuster
- 1780–1849 Conradin Kreutzer
- 1781–1858 Anton Diabelli
- 1781–1829 Mauro Giuliani
- 1782–1871 Daniel-François-Esprit Auber
- 1782–1873 Carlo Coccia
- 1782–1837 John Field
- 1782–1840 Niccolò Paganini
- 1783–1860 Friedrich Dotzauer
- 1783–1852 Georg Jakob Strunz
- 1784–1871 François-Joseph Fétis
- 1784–1853 George Onslow
- 1784–1838 Ferdinand Ries
- 1784–1862 Leopold Schefer
- 1784–1859 Louis Spohr
- 1785–1858 Alexandre-Pierre-François Boëly
- 1785–1849 Friedrich Kalkbrenner
- 1785–1857 Karol Kurpiński
- 1785–1869 Albert Methfessel
- 1786–1832 Friedrich Kuhlau
- 1786–1853 Friedrich Schneider
- 1786–1826 Carl Maria von Weber
- 1787–1851 Alexander Aljabjew
- 1788–1874 Johann Peter Pixis
- 1788–1867 Simon Sechter
- 1789–1826 Friedrich Ernst Fesca
- 1789–1860 Friedrich Silcher
- 1790–1825 Georg Gerson
- 1790–1861 Karol Lipiński
- 1790–1848 Niccolo Vaccai
- 1791–1857 Carl Czerny
- 1791–1833 Ferdinand Hérold
- 1791–1856 Peter Joseph von Lindpaintner
- 1791–1864 Giacomo Meyerbeer
- 1791–1844 Franz Xaver Wolfgang Mozart
- 1791–1853 Carlo Evasio Soliva
- 1791–1825 Jan Václav Voříšek
- 1792–1868 Gioacchino Rossini
- 1793–1832 Bernhard Klein
- 1794–1868 Anselm Hüttenbrenner
- 1794–1870 Ignaz Moscheles
- 1795–1861 Heinrich Marschner
- 1795–1870 Saverio Mercadante
- 1796–1868 Franz Berwald
- 1796–1853 Matteo Carcassi
- 1796–1869 Carl Loewe
- 1796–1867 Giovanni Pacini
- 1796–1857 Emilie Zumsteeg
- 1797–1848 Gaetano Donizetti
- 1797–1828 Franz Schubert
- 1798–1870 Alexei Lwow
- 1798–1859 Carl Gottlieb Reißiger
- 1799–1862 Fromental Halévy
- 1799–1862 Alexei Werstowski
- 1800–1864 Ivar Fredrik Bredal
- 1800–1886 Filipina Brzezińska
- 1800–1881 Joseph Eschborn
- 1800–1880 John Goss
- 1800–1886 Eduard Grell
- 1800–1871 Václav Emanuel Horák
- 1800–1886 Louis Schlösser
- 1800–1876 Józef Stefani
- 1800–1883 Gustav Wilhelm Teschner
- 1800–1875 Nikolai Titow
- 1800–1860 Carl Friedrich Zöllner

## Komponisten geboren 1801–1850
- 1801–1835 Vincenzo Bellini
- 1801–1858 Alexander Guriljow
- 1801–1866 Johann Wenzel Kalliwoda
- 1801–1843 Joseph Lanner
- 1801–1878 Adolf Fredrik Lindblad
- 1801–1851 Albert Lortzing
- 1801–1862 František Škroup
- 1802–1870 Charles-Auguste de Bériot
- 1803–1856 Adolphe Adam
- 1803–1869 Hector Berlioz
- 1803–1890 Franz Lachner
- 1803–1883 Johann Vesque von Püttlingen
- 1804–1857 Michail Glinka
- 1804–1849 Johann Strauss Vater
- 1805–1900 Johann Peter Emilius Hartmann
- 1805–1847 Fanny Hensel
- 1806–1826 Juan Crisóstomo de Arriaga
- 1806–1874 Friedrich Burgmüller
- 1806–1887 Eduard Marxsen
- 1807–1867 Ignacy Feliks Dobrzyński
- 1807–1895 Ignaz Lachner
- 1808–1870 Michael William Balfe
- 1808–1878 Gottfried Herrmann
- 1809–1847 Felix Mendelssohn Bartholdy
- 1810–1836 Norbert Burgmüller
- 1810–1849 Frédéric Chopin
- 1810–1876 Félicien David
- 1810–1873 Ferdinand David
- 1810–1893 Ferenc Erkel
- 1810–1858 Johanna Kinkel
- 1810–1849 Otto Nicolai
- 1810–1856 Robert Schumann
- 1811–1885 Ferdinand von Hiller
- 1811–1893 Vinzenz Lachner
- 1811–1886 Franz Liszt
- 1811–1885 August Gottfried Ritter
- 1811–1896 Ambroise Thomas
- 1812–1883 Friedrich von Flotow
- 1812–1871 Sigismund Thalberg
- 1813–1888 Charles Valentin Alkan
- 1813–1869 Alexander Dargomyschski
- 1813–1864 William Henry Fry
- 1813–1888 Stephen Heller
- 1813–1887 George Alexander Macfarren
- 1813–1901 Giuseppe Verdi
- 1813–1883 Richard Wagner
- 1814–1865 Heinrich Wilhelm Ernst
- 1814–1889 Adolf Henselt
- 1815–1892 Robert Franz
- 1815–1868 Halfdan Kjerulf
- 1815–1870 Mihály Mosonyi
- 1815–1894 Camillo Sivori
- 1815–1883 Robert Volkmann
- 1816–1876 August Wilhelm Ambros
- 1816–1875 William Sterndale Bennett
- 1817–1907 Charles Dancla
- 1817–1893 Eduard Franck
- 1817–1890 Niels Wilhelm Gade
- 1818–1891 Stefano Golinelli
- 1818–1893 Charles Gounod
- 1818–1880 Jacob Axel Josephson
- 1818–1891 Henry Litolff
- 1819–1898 Louis Théodore Gouvy
- 1819–1872 Stanisław Moniuszko
- 1819–1880 Jacques Offenbach
- 1819–1896 Clara Schumann
- 1819–1895 Franz von Suppè
- 1820–1871 Alexander Nikolajewitsch Serow
- 1820–1881 Henri Vieuxtemps
- 1821–1889 Giovanni Bottesini
- 1821–1885 Friedrich Kiel
- 1821–1900 Pauline Viardot-García
- 1822–1890 César Franck
- 1822–1882 Joachim Raff
- 1823–1894 Emilio Arrieta
- 1823–1894 Francisco Asenjo Barbieri
- 1823–1903 Theodor Kirchner
- 1823–1892 Édouard Lalo
- 1823–1881 Jacques-Nicolas Lemmens
- 1824–1896 Anton Bruckner
- 1824–1874 Peter Cornelius
- 1824–1898 Georg Goltermann
- 1824–1910 Carl Reinecke
- 1824–1884 Bedřich Smetana
- 1825–1892 Hervé
- 1825–1904 Richard Hol
- 1825–1899 Johann Strauss
- 1826–1871 Vincent Adler
- 1826–1917 Léon Minkus
- 1827–1870 Josef Strauss
- 1828–1897 Woldemar Bargiel
- 1828–1896 Antonio Cagnoni
- 1829–1869 Louis Moreau Gottschalk
- 1829–1894 Anton Rubinstein
- 1830–1913 Hans Bronsart von Schellendorf
- 1830–1915 Karl Goldmark
- 1830–1879 Peter Heise
- 1830–1915 Theodor Leschetizky
- 1830–1911 Robert Radecke
- 1831–1902 Salomon Jadassohn
- 1831–1907 Joseph Joachim
- 1831–1902 Filippo Marchetti
- 1832–1918 Charles Lecocq
- 1832–1876 August Söderman
- 1832–1914 Ivan Zajc
- 1833–1887 Alexander Borodin
- 1833–1897 Johannes Brahms
- 1834–1901 Peter Benoit
- 1834–1874 Vilém Blodek
- 1834–1886 Amilcare Ponchielli
- 1834–1858 Julius Reubke
- 1835–1918 César Cui
- 1835–1913 Felix Draeseke
- 1835–1918 Richard Faltin
- 1835–1914 Davorin Jenko
- 1835–1881 Nikolai Rubinstein
- 1835–1921 Camille Saint-Saëns
- 1835–1916 Eduard Strauß
- 1835–1880 Henryk Wieniawski
- 1836–1891 Léo Delibes
- 1836–1896 Antônio Carlos Gomes
- 1836–1898 Emil Hartmann
- 1837–1910 Mili Balakirew
- 1837–1924 Théodore Dubois
- 1837–1911 Alexandre Guilmant
- 1837–1879 Adolf Jensen
- 1837–1922 Hans Sommer
- 1837–1915 Émile Waldteufel
- 1837–1921 Władysław Żeleński
- 1838–1875 Georges Bizet
- 1838–1920 Max Bruch
- 1838–1873 Alexis de Castillon
- 1838–1910 Wendelin Weißheimer
- 1839–1881 Modest Mussorgski
- 1839–1916 Friedrich Gernsheim
- 1839–1906 John Knowles Paine
- 1839–1901 Josef Gabriel Rheinberger
- 1840–1876 Hermann Goetz
- 1840–1906 Christian Horneman
- 1840–1916 Ernst Rudorff
- 1840–1911 Johan Svendsen
- 1840–1893 Pjotr Tschaikowski
- 1841–1894 Emmanuel Chabrier
- 1841–1904 Antonín Dvořák
- 1841–1914 Giovanni Sgambati
- 1842–1918 Arrigo Boito
- 1842–1902 Heinrich Hofmann
- 1842–1912 Mykola Lyssenko
- 1842–1912 Jules Massenet
- 1842–1899 Karl Millöcker
- 1842–1866 Rikard Nordraak
- 1842–1900 Arthur Sullivan
- 1842–1898 Carl Zeller
- 1843–1936 Ján Levoslav Bella
- 1843–1907 Edvard Grieg
- 1843–1923 Asger Hamerik
- 1843–1900 Heinrich von Herzogenberg
- 1843–1915 Franz Xaver Neruda
- 1843–1913 David Popper
- 1843–1922 Carl Michael Ziehrer
- 1844–1925 Eugène Gigout
- 1844–1908 Nikolai Rimski-Korsakow
- 1844–1908 Pablo de Sarasate
- 1844–1910 Johan Peter Selmer
- 1844–1937 Charles-Marie Widor
- 1845–1924 Gabriel Fauré
- 1845–1912 Alphonse Hasselmans
- 1846–1907 Ignaz Brüll
- 1846–1925 Andreas Hallén
- 1846–1909 Zygmunt Noskowski
- 1846–1916 Francesco Paolo Tosti
- 1847–1902 Joachim Andersen
- 1847–1927 Robert Fuchs
- 1847–1907 Agathe Backer Grøndahl
- 1847–1902 August Klughardt
- 1847–1935 Alexander Mackenzie
- 1848–1933 Henri Duparc
- 1848–1921 Luigi Mancinelli
- 1848–1918 Hubert Parry
- 1848–1903 Robert Planquette
- 1849–1895 Benjamin Godard
- 1849–1904 Arnold Krug
- 1850–1923 Tomás Bretón
- 1850–1900 Zdeněk Fibich
- 1850–1926 Peter Erasmus Lange-Müller
- 1850–1924 Xaver Scharwenka
- 1850–1918 Alexander Tanejew
- 1850–1907 Anton Urspruch

## Komponisten geboren 1851–1900
- 1851–1931 Vincent d’Indy
- 1852–1921 Hans Huber
- 1852–1924 Charles Villiers Stanford
- 1852–1909 Francisco Tárrega
- 1853–1937 Arthur Foote
- 1853–1926 Hans Koessler
- 1853–1929 André Messager
- 1853–1918 Emil Sjögren
- 1854–1893 Alfredo Catalani
- 1854–1931 George Chadwick
- 1854–1921 Engelbert Humperdinck
- 1854–1928 Leoš Janáček
- 1854–1925 Moritz Moszkowski
- 1854–1929 Antonio Smareglia
- 1854–1932 John Philip Sousa
- 1854–1909 Francisco Tárrega
- 1854–1885 Juliusz Zarębski
- 1855–1899 Ernest Chausson
- 1855–1914 Anatoli Ljadow
- 1855–1932 Julius Röntgen
- 1856–1909 Giuseppe Martucci
- 1856–1941 Christian Sinding
- 1856–1948 George Templeton Strong
- 1856–1915 Sergei Tanejew
- 1857–1934 Alfred Bruneau
- 1857–1944 Cécile Chaminade
- 1857–1934 Edward Elgar
- 1857–1941 Wilhelm Kienzl
- 1857–1919 Ruggero Leoncavallo
- 1858–1937 Jenő Hubay
- 1858–1924 Giacomo Puccini
- 1858–1884 Hans Rott
- 1858–1944 Ethel Smyth
- 1858–1931 Eugène Ysaÿe
- 1859–1951 Josef Bohuslav Foerster
- 1859–1935 Michail Ippolitow-Iwanow
- 1859–1924 Sergei Ljapunow
- 1860–1909 Isaac Albéniz
- 1860–1956 Gustave Charpentier
- 1860–1942 Alberto Franchetti
- 1860–1908 Edward MacDowell
- 1860–1911 Gustav Mahler
- 1860–1941 Ignacy Jan Paderewski
- 1860–1945 Emil Nikolaus von Reznicek
- 1860–1903 Hugo Wolf
- 1860–1944 Felix Woyrsch
- 1861–1906 Anton Arenski
- 1861–1911 Wilhelm Berger
- 1861–1925 Marco Enrico Bossi
- 1861–1926 Georgi Catoire
- 1861–1946 Sidney Jones
- 1861–1935 Charles Martin Loeffler
- 1861–1917 Spyros Samaras
- 1861–1907 Ludwig Thuille
- 1862–1897 Léon Boëllmann
- 1862–1918 Claude Debussy
- 1862–1934 Frederick Delius
- 1862–1921 Alphons Diepenbrock
- 1862–1938 Maurice Emmanuel
- 1862–1936 Edward German
- 1862–1942 Friedrich Klose
- 1862–1942 Emil von Sauer
- 1862–1941 Johan Wagenaar
- 1862–1952 Alberto Williams
- 1863–1931 Felix Michailowitsch Blumenfeld
- 1863–1932 Hugo Kaun
- 1863–1945 Pietro Mascagni
- 1863–1943 Wilhelm Middelschulte
- 1863–1919 Horatio Parker
- 1863–1937 Gabriel Pierné
- 1863–1937 Arthur Somervell
- 1863–1948 Jāzeps Vītols
- 1864–1932 Eugen d’Albert
- 1864–1936 Louis Glass
- 1864–1956 Alexander Gretschaninow
- 1864–1935 Johan Halvorsen
- 1864–1949 Franco Leoni
- 1864–1920 Alberto Nepomuceno
- 1864–1955 Joseph Guy Ropartz
- 1864–1949 Richard Strauss
- 1865–1935 Paul Dukas
- 1865–1942 Paul Gilson
- 1865–1936 Alexander Glasunow
- 1865–1951 Robert Kahn
- 1865–1914 Albéric Magnard
- 1865–1931 Carl Nielsen
- 1865–1922 Giacomo Orefice
- 1865–1957 Jean Sibelius
- 1866–1914 Tor Aulin
- 1866–1931 Waldemar von Baußnern
- 1866–1924 Ferruccio Busoni
- 1866–1950 Francesco Cilea
- 1866–1901 Wassili Kalinnikow
- 1866–1946 Paul Lincke
- 1866–1925 Erik Satie
- 1867–1944 Amy Beach
- 1867–1941 Henri Christiné
- 1867–1948 Umberto Giordano
- 1867–1916 Enrique Granados
- 1867–1917 Scott Joplin
- 1867–1950 Charles Koechlin
- 1867–1972 Margaret Ruthven Lang
- 1867–1942 Wilhelm Peterson-Berger
- 1868–1946 Granville Bantock
- 1868–1924 Oskar Merikanto
- 1868–1952 Lodewijk Mortelmans
- 1868–1933 Max von Schillings
- 1868–1944 Leone Sinigaglia
- 1868–1948 José Vianna da Motta
- 1869–1960 Alfred Hill
- 1869–1958 Armas Järnefelt
- 1869–1928 Henryk Melcer-Szczawiński
- 1869–1949 Hans Pfitzner
- 1869–1937 Albert Roussel
- 1869–1935 Komitas Vardapet
- 1869–1930 Siegfried Wagner
- 1870–1943 Paul Büttner
- 1870–1939 Cornelis Dopper
- 1870–1938 Leopold Godowsky
- 1870–1948 Franz Lehár
- 1870–1894 Guillaume Lekeu
- 1870–1949 Vítězslav Novák
- 1870–1958 Florent Schmitt
- 1870–1946 Sigismond Stojowski
- 1870–1954 Oscar Straus
- 1870–1926 Hermann Suter
- 1870–1939 Charles Tournemire
- 1870–1937 Louis Vierne
- 1870–1943 Hermann Hans Wetzler
- 1871–1940 Frederick Shepherd Converse
- 1871–1933 Sakaria Paliaschwili
- 1871–1950 Vojtěch Říhovský
- 1871–1927 Wilhelm Stenhammar
- 1871–1942 Alexander von Zemlinsky
- 1872–1960 Hugo Alfvén
- 1872–1952 Arthur Farwell
- 1872–1944 Paul Graener
- 1872–1948 Siegmund von Hausegger
- 1872–1946 Carl Henze
- 1872–1940 Paul Juon
- 1872–1934 Bernhard Sekles
- 1872–1921 Déodat de Séverac
- 1872–1915 Alexander Skrjabin
- 1872–1958 Ralph Vaughan Williams
- 1872–1956 Sergei Wassilenko
- 1873–1925 Leo Fall
- 1873–1953 Joseph Jongen
- 1873–1949 Henri Rabaud
- 1873–1943 Sergei Rachmaninow
- 1873–1916 Max Reger
- 1873–1954 Jean Roger-Ducasse
- 1873–1945 Nikolai Nikolajewitsch Tscherepnin
- 1874–1939 Julius Bittner
- 1874–1949 Edmund Eysler
- 1874–1947 Reynaldo Hahn
- 1874–1934 Gustav Holst
- 1874–1954 Charles Ives
- 1874–1930 Oskar Nedbal
- 1874–1953 Heinrich Kaspar Schmid
- 1874–1939 Franz Schmidt
- 1874–1951 Arnold Schönberg
- 1874–1935 Josef Suk
- 1875–1954 Franco Alfano
- 1875–1965 Julián Carrillo
- 1875–1911 Mikalojus Konstantinas Čiurlionis
- 1875–1912 Samuel Coleridge-Taylor
- 1875–1956 Reinhold Glière
- 1875–1959 Albert Ketèlbey
- 1875–1962 Fritz Kreisler
- 1875–1952 Italo Montemezzi
- 1875–1937 Maurice Ravel
- 1875–1935 Richard Wetz
- 1876–1954 Hakon Børresen
- 1876–1972 Havergal Brian
- 1876–1963 Gustav Bumcke
- 1876–1951 John Alden Carpenter
- 1876–1946 Manuel de Falla
- 1876–1909 Mieczysław Karłowicz
- 1876–1960 Christian Friedrich Koennecke
- 1876–1948 Eugeniusz Morawski-Dąbrowa
- 1876–1939 Ludolf Nielsen
- 1876–1971 Carl Ruggles
- 1876–1948 Ermanno Wolf-Ferrari
- 1877–1958 Louis Aubert
- 1877–1952 Sergei Eduardowitsch Bortkiewicz
- 1877–1960 Ernst von Dohnányi
- 1877–1957 Alexander Goedicke
- 1877–1933 Sigfrid Karg-Elert
- 1877–1899 Ernst Mielck
- 1877–1946 Feliks Nowowiejski
- 1878–1960 Rutland Boughton
- 1878–1959 Fritz Brun
- 1878–1925 André Caplet
- 1878–1914 Gabriel Dupont
- 1878–1958 Joseph Holbrooke
- 1878–1934 Franz Schreker
- 1879–1962 Volkmar Andreae
- 1879–1941 Frank Bridge
- 1879–1957 Joseph Canteloube
- 1879–1932 Jean Cras
- 1879–1941 Philippe Gaubert
- 1879–1960 Joseph Haas
- 1879–1962 John Ireland
- 1879–1964 Alma Mahler-Werfel
- 1879–1935 Otakar Ostrčil
- 1879–1936 Ottorino Respighi
- 1879–1961 Johanna Senfter
- 1879–1950 Julius Weismann
- 1880–1959 Ernest Bloch
- 1880–1939 John Foulds
- 1880–1945 Rudolf Karel
- 1880–1951 Nikolai Medtner
- 1880–1968 Ildebrando Pizzetti
- 1880–1955 Francesco Balilla Pratella
- 1880–1945 Ludwig Rochlitzer
- 1880–1975 Robert Stolz
- 1880–1968 Healey Willan
- 1881–1928 Domenico Alaleona
- 1881–1945 Béla Bartók
- 1881–1955 George Enescu
- 1881–1984 Paul Le Flem
- 1881–1944 Jan van Gilse
- 1881–1950 Nikolai Mjaskowski
- 1881–1944 Nikolai Roslawez
- 1881–1949 Karl Weigl
- 1881–1948 Hermann Zilcher
- 1882–1955 Marion Bauer
- 1882–1950 Lord Berners
- 1882–1954 Walter Braunfels
- 1882–1961 Percy Grainger
- 1882–1953 Emmerich Kálmán
- 1882–1967 Zoltán Kodály
- 1882–1973 Gian Francesco Malipiero
- 1882–1964 Joseph Marx
- 1882–1948 Manuel María Ponce
- 1882–1959 Lazare Saminsky
- 1882–1951 Artur Schnabel
- 1882–1971 Igor Strawinsky
- 1882–1937 Karol Szymanowski
- 1882–1949 Joaquín Turina
- 1882–1954 Hermann Wolfgang von Waltershausen
- 1883–1953 Arnold Bax
- 1883–1947 Alfredo Casella
- 1883–1972 Richard Göhle
- 1883–1959 Josef Matthias Hauer
- 1883–1962 Manolis Kalomiris
- 1883–1946 Paul von Klenau
- 1883–1918 Toivo Kuula
- 1883–1946 Maximilian Steinberg
- 1883–1965 Edgar Varèse
- 1883–1945 Anton Webern
- 1883–1944 Riccardo Zandonai
- 1884–1957 Ralph Benatzky
- 1884–1961 York Bowen
- 1884–1920 Charles Tomlinson Griffes
- 1884–1947 Ture Rangström
- 1885–1935 Alban Berg
- 1885–1948 Üzeyir Hacıbəyov
- 1885–1958 Stevan Hristić
- 1885–1945 Jerome Kern
- 1885–1923 Dora Pejačević
- 1885–1961 Wallingford Riegger
- 1885–1960 Leó Weiner
- 1885–1974 Egon Wellesz
- 1886–1943 Joseph Achron
- 1886–1979 Rebecca Clarke
- 1886–1971 Marcel Dupré
- 1886–1976 Óscar Esplá
- 1886–1954 Wilhelm Furtwängler
- 1886–1961 Jesus Guridi
- 1886–1946 Heinrich Kaminski
- 1886–1957 Othmar Schoeck
- 1887–1974 Kurt Atterberg
- 1887–1947 Leevi Madetoja
- 1887–1971 Max Steiner
- 1887–1915 Rudi Stephan
- 1887–1971 Heinz Tiessen
- 1887–1964 Ernst Toch
- 1887–1971 Max Trapp
- 1887–1952 Fartein Valen
- 1887–1959 Heitor Villa-Lobos
- 1888–1982 Anatoli Alexandrow
- 1888–1989 Irving Berlin
- 1888–1928 Emil Bohnke
- 1888–1958 Gerard Bunk
- 1888–1976 Max Butting
- 1888–1979 Louis Durey
- 1888–1967 Matthijs Vermeulen
- 1889–1960 Cecil Armstrong Gibbs
- 1890–1987 Hans Gál
- 1890–1972 Manfred Gurlitt
- 1890–1962 Jacques Ibert
- 1890–1974 Frank Martin
- 1890–1959 Bohuslav Martinů
- 1890–1957 Wilhelm Petersen
- 1891–1975 Arthur Bliss
- 1891–1959 Egon Kornauth
- 1891–1966 Arthur Lourié
- 1891–1976 Georges Migot
- 1891–1964 Cole Porter
- 1891–1953 Sergei Prokofjew
- 1891–1966 Roland-Manuel
- 1891–1953 Wsewolod Saderazki
- 1892–1981 Hendrik Andriessen
- 1892–1965 Giorgio Federico Ghedini
- 1892–1972 Ferde Grofé
- 1892–1955 Arthur Honegger
- 1892–1983 Herbert Howells
- 1892–1982 Philipp Jarnach
- 1892–1959 Yrjö Kilpinen
- 1892–1977 Fritz Heinrich Klein
- 1892–1956 Marij Kogoj
- 1892–1963 László Lajtha
- 1892–1974 Darius Milhaud
- 1892–1954 Nikolai Borissowitsch Obuchow
- 1892–2002 Leo Ornstein
- 1892–1951 Felix Petyrek
- 1892–1985 Hilding Rosenberg
- 1892–1988 Kaikhosru Shapurji Sorabji
- 1892–1964 Eduard Steuermann
- 1892–1983 Germaine Tailleferre
- 1893–1974 Jean Absil
- 1893–1960 Arthur Benjamin
- 1893–1918 Lili Boulanger
- 1893–1962 Eugène Aynsley Goossens
- 1893–1973 Alois Hába
- 1893–1974 Páll Ísólfsson
- 1893–1952 Rued Langgaard
- 1893–1958 Aarre Merikanto
- 1893–1987 Frederic Mompou
- 1893–1954 Sergei Wladimirowitsch Protopopow
- 1893–1979 Iwan Wyschnegradsky
- 1894–1979 Paul Dessau
- 1894–1969 Ludvig Irgens-Jensen
- 1894–1950 Ernest John Moeran
- 1894–1947 Willem Pijper
- 1894–1976 Walter Piston
- 1894–1942 Erwin Schulhoff
- 1894–1979 Dimitri Tiomkin
- 1894–1930 Peter Warlock
- 1895–1968 Mario Castelnuovo-Tedesco
- 1895–1977 Johann Nepomuk David
- 1895–1982 Jakov Gotovac
- 1895–1963 Paul Hindemith
- 1895–1991 Wilhelm Kempff
- 1895–1968 Borys Ljatoschynskyj
- 1895–1982 Carl Orff
- 1895–1954 Karol Rathaus
- 1895–1985 Dane Rudhyar
- 1895–1968 Leo Sowerby
- 1895–1978 William Grant Still
- 1896–1973 Walter Abendroth
- 1896–1980 Max Brand
- 1896–1958 Eduard Erdmann
- 1896–1970 Roberto Gerhard
- 1896–1981 Howard Hanson
- 1896–1944 Józef Koffler
- 1896–1963 Ernesto Lecuona
- 1896–1987 Jean Rivier
- 1896–1985 Roger Sessions
- 1896–1955 Josip Štolcer-Slavenski
- 1896–1989 Virgil Thomson
- 1896–1984 Wladimir Vogel
- 1896–1967 Jaromír Weinberger
- 1897–1983 Hermann Ambrosius
- 1897–1984 Paul Ben-Haim
- 1897–1951 Jørgen Bentzon
- 1897–1965 Henry Cowell
- 1897–1972 Herbert Eimert
- 1897–1969 Ottmar Gerster
- 1897–1970 Jefim Golyscheff
- 1897–1966 Hermann Heiß
- 1897–1957 Erich Wolfgang Korngold
- 1897–1974 Knudåge Riisager
- 1897–1992 Harald Sæverud
- 1897–1986 Alexandre Tansman
- 1898–1963 Salvador Bacarisse
- 1898–1963 Heinz Bischoff
- 1898–1962 Marcel Delannoy
- 1898–1962 Hanns Eisler
- 1898–1937 George Gershwin
- 1898–1945 Norbert von Hannenheim
- 1898–1979 Roy Harris
- 1898–1954 Tibor Harsányi
- 1898–1967 Emil Holz
- 1898–1994 Vittorio Rieti
- 1898–1944 Viktor Ullmann
- 1899–1983 Georges Auric
- 1899–1978 Carlos Chávez Ramírez
- 1899–1974 Sophie-Carmen Eckhardt-Gramatté
- 1899–1974 Duke Ellington
- 1899–1944 Pavel Haas
- 1899–1997 Finn Høffding
- 1899–1929 Arvid Kleven
- 1899–1944 Hans Krása
- 1899–1968 Jón Leifs
- 1899–1963 Francis Poulenc
- 1899–1965 Otto Reinhold
- 1899–1940 Silvestre Revueltas
- 1899–1970 André Souris
- 1899–1965 Leo Spies
- 1899–1977 Alexander Nikolajewitsch Tscherepnin
- 1899–1978 Pantscho Wladigerow
- 1899–2001 Grete von Zieritz
- 1900–1959 George Antheil
- 1900–1955 Willy Burkhard
- 1900–1995 Alan Bush
- 1900–1990 Aaron Copland
- 1900–1955 Isaak Dunajewski
- 1900–1987 Rodolfo Halffter Escriche
- 1900–1978 Bruno Henze
- 1900–1940 Maurice Jaubert
- 1900–1961 Uuno Klami
- 1900–1991 Ernst Krenek
- 1900–1996 Otto Luening
- 1900–1973 Alexander Wassiljewitsch Mossolow
- 1900–1939 Amadeo Roldán
- 1900–1984 Marko Tajčević
- 1900–1950 Kurt Weill

Siehe auch: Musik der Romantik

## Komponisten geboren 1901–1950
- 1901–1972 Hans Erich Apostel
- 1901–1983 Werner Egk
- 1901–1956 Gerald Finzi
- 1901–1969 Hanns Jelinek
- 1901–1970 Alfred Newman
- 1901–1974 Harry Partch
- 1901–1981 Ernst Pepping
- 1901–1988 Marcel Poot
- 1901–1999 Joaquín Rodrigo
- 1901–1986 Edmund Rubbra
- 1901–1989 Henri Sauguet
- 1901–1953 Ruth Crawford Seeger
- 1902–1981 Hans Chemin-Petit
- 1902–1986 Maurice Duruflé
- 1902–1997 Paul Kurzbach
- 1902–1963 Wissarion Schebalin
- 1902–1981 Werner Trenkner
- 1902–1983 William Walton
- 1902–1972 Stefan Wolpe
- 1903–1989 Lennox Berkeley
- 1903–1975 Boris Blacher
- 1903–1978 Aram Chatschaturjan
- 1903–1986 Stephan Cosacchi
- 1903–1996 Berthold Goldschmidt
- 1903–2006 Mykola Kolessa
- 1903–1978 Karl Kraft
- 1903–1999 He Lüting
- 1903–1969 Rudolf Wagner-Régeny
- 1904–1977 Richard Addinsell
- 1904–1975 Luigi Dallapiccola
- 1904–1972 Balys Dvarionas
- 1904–1987 Dmitri Kabalewski
- 1904–2003 Goffredo Petrassi
- 1904–1972 Gawriil Popow
- 1904–1984 Hermann Schroeder
- 1904–1985 Reinhard Schwarz-Schilling
- 1904–1949 Nikos Skalkottas
- 1904–1973 Kurt Thomas
- 1905–1977 Otto Abel
- 1905–1985 William Alwyn
- 1905–1992 Boris Arapow
- 1905–1989 Ernesto Halffter Escriche
- 1905–1963 Karl Amadeus Hartmann
- 1905–1974 André Jolivet
- 1905–1956 Erich Itor Kahn
- 1905–1942 Walter Leigh
- 1905–1988 Ernst Hermann Meyer
- 1905–1971 Alan Rawsthorne
- 1905–1988 Giacinto Scelsi
- 1905–1960 Mátyás Seiber
- 1905–1998 Michael Tippett
- 1905–1982 Eduard Tubin
- 1905–1986 Dag Wirén
- 1906–2005 Arnold Cooke
- 1906–1985 Paul Creston
- 1906–1973 Benjamin Frankel
- 1906–1989 Philip Herschkowitz
- 1906–1983 Jānis Ivanovs
- 1906–1976 Sara Lewina
- 1906–1994 Fernando Lopes-Graça
- 1906–2002 Hermann Meier
- 1906–1990 Peter Mieg
- 1906–1984 Alexander Moyzes
- 1906–1991 Boris Papandopulo
- 1906–1975 Dmitri Schostakowitsch
- 1906–1973 Johannes Paul Thilman
- 1907–1987 Henk Badings
- 1907–1995 Günter Bialas
- 1907–1987 Wolfgang Fortner
- 1907–1993 Mozart Camargo Guarnieri
- 1907–1987 Karl Höller
- 1907–1991 Jean Langlais
- 1907–1978 Curt Mahr
- 1907–2001 Matsudaira Yoritsune
- 1907–1989 Roman Palester
- 1907–1977 Ödön Pártos
- 1907–1995 Miklós Rózsa
- 1907–1974 Martin Scherber
- 1907–1991 Ahmed Adnan Saygun
- 1907–1992 Sándor Veress
- 1908–2012 Elliott Carter
- 1908–1942 Hugo Distler
- 1908–1956 Gunnar de Frumerie
- 1908–2000 Marin Goleminow
- 1908–1994 Kurt Hessenberg
- 1908–1956 Lars-Erik Larsson
- 1908–1976 Nina Makarowa
- 1908–1992 Olivier Messiaen
- 1908–1989 Aleida Montijn
- 1908–1990 Nikolai Rakow
- 1908–2000 Anton Stingl
- 1908–1981 Geirr Tveitt
- 1909–2007 Harald Genzmer
- 1909–1996 Vagn Holmboe
- 1909–1977 Heinz Röttger
- 1909–2007 Kurt Schwaen
- 1909–2000 Ādolfs Skulte
- 1909–1994 Ignace Strasfogel
- 1910–1981 Samuel Barber
- 1910–1988 Jewgeni Golubew
- 1910–1995 Pierre Schaeffer
- 1911–1985 Gábor Darvas
- 1911–2000 Alan Hovhaness
- 1911–2007 Gian Carlo Menotti
- 1911–1980 Allan Pettersson
- 1911–1979 Nino Rota
- 1912–1992 John Cage
- 1912–1992 Paraschkew Chadschiew
- 1912–1997 Jean Françaix
- 1912–2004 Volker Gwinner
- 1912–1983 Igor Markevitch
- 1912–1997 Conlon Nancarrow
- 1912–1978 Wadim Salmanow
- 1913–1996 George Barati
- 1913–1988 Cesar Bresgen
- 1913–1976 Benjamin Britten
- 1913–2007 Tichon Chrennikow
- 1913–1998 Johann Cilenšek
- 1913–1998 George Lloyd
- 1913–1994 Witold Lutosławski
- 1913–1995 Aleksi Matschawariani
- 1914–2002 Hermann Haller
- 1914–1996 Rafael Kubelík
- 1914–2015 Guido Masanatz
- 1914–1991 Andrzej Panufnik
- 1915–2005 David Diamond
- 1915–2005 Kurt Graunke
- 1915–1945 Nico Richter
- 1915–1998 Georgi Swiridow
- 1916–2011 Milton Babbitt
- 1916–2013 Henri Dutilleux
- 1916–2005 Helmut Eder
- 1916–1999 Einar Englund
- 1916–1983 Alberto Ginastera
- 1916–2000 Karl-Rudi Griesbach
- 1916–2007 Hans Martin
- 1916–2005 Weli Muhadow
- 1916–1995 Nikolai Peiko
- 1916–1944 Zikmund Schul
- 1916–1983 Bernard Stevens
- 1917–2011 John Gardner
- 1917–2003 Lou Harrison
- 1917–1995 Yun I-sang
- 1918–2010 Jürg Baur
- 1918–1990 Leonard Bernstein
- 1918–1996 Gottfried von Einem
- 1918–1982 Qara Qarayev
- 1918–2005 George Rochberg
- 1918–1970 Bernd Alois Zimmermann
- 1919–1994 Roman Haubenstock-Ramati
- 1919–1945 Gideon Klein
- 1919–1994 Hans Naumilkat
- 1919–2006 Galina Ustwolskaja
- 1919–1996 Mieczysław Weinberg
- 1920–2012 Alexander Arutjunjan
- 1920–1990 Peter Racine Fricker
- 1920–1999 Rudolf Halaczinsky
- 1920–1973 Bruno Maderna
- 1920–2001 Gerhard Wohlgemuth
- 1921–2006 Malcolm Arnold
- 1921–1983 Arno Babadschanjan
- 1921–1998 Johannes Driessler
- 1921–1984 Fritz Geißler
- 1921–1996 Joonas Kokkonen
- 1921–1981 Horst Müller
- 1921–1992 Astor Piazzolla
- 1921–1997 Robert Simpson
- 1922–1984 Fikret Amirow
- 1922–2019 Andre Asriel
- 1922–2015 Gérard Calvi
- 1922–2009 Lukas Foss
- 1922–1966 German Galynin
- 1922–1990 Walter Meusel
- 1922–1981 Kazimierz Serocki
- 1922–2001 Iannis Xenakis
- 1923–1993 Karel Goeyvaerts
- 1923–2010 Theodor Hlouschek
- 1923–2006 György Ligeti
- 1923–2022 Ned Rorem
- 1924–2004 Claude Ballif
- 1924–1976 Rewol Bunin
- 1924–2017 Klaus Huber
- 1924–2018 Milko Kelemen
- 1924–1994 Henry Mancini
- 1924–1990 Luigi Nono
- 1924–1998 Dieter Nowka
- 1924–1989 Otar Taktakischwili
- 1925–2003 Luciano Berio
- 1925–2016 Pierre Boulez
- 1925–2011 Aldo Clementi
- 1925–2004 Marius Constant
- 1925–2015 Andrei Eschpai
- 1925–2002 Bertold Hummel
- 1925–2009 Giselher Klebe
- 1925–2015 Gunther Schuller
- 1925–2021 Mikis Theodorakis
- 1925–1996 Boris Tschaikowski
- 1926–2002 Earle Brown
- 1926–2023 Friedrich Cerha
- 1926–1970 Jani Christou
- 1926–2010 Georg Espitalier
- 1926–1980 Franco Evangelisti
- 1926–1987 Morton Feldman
- 1926–2012 Hans Werner Henze
- 1926– György Kurtág
- 1926–2007 Ruth Zechlin
- 1927–2000 Franco Donatoni
- 1927–2017 Pierre Henry
- 1927–2018 Wolfgang Hohensee
- 1927–2017 Wilhelm Killmayer
- 1928–1981 Tadeusz Baird
- 1928–1973 Jean Barraqué
- 1928–2008 Frank Michael Beyer
- 1928–1971 Manfred Kluge
- 1928–2020 Ennio Morricone
- 1928–2016 Einojuhani Rautavaara
- 1928–2007 Karlheinz Stockhausen
- 1928–2002 Jewgeni Swetlanow
- 1929–2022 George Crumb
- 1929–1996 Edisson Denissow
- 1929–2005 Luc Ferrari
- 1929–2004 Jerry Goldsmith
- 1929–2009 Henri Pousseur
- 1929–2014 Peter Sculthorpe
- 1929–2014 Gerd Zacher
- 1930–2021 Cristóbal Halffter
- 1930–1998 Edgar Howhannisjan
- 1930–2009 Günter Kochan
- 1930–2023 Siegfried Kurz
- 1930–2011 Horst Mühlbradt
- 1930–1995 Alexander Pirumow
- 1930–2018 Dieter Schnebel
- 1930–2023 Friedhelm Steltner
- 1930–1996 Tōru Takemitsu
- 1931–2002 Rostislaw Boiko
- 1931–2021 Sylvano Bussotti
- 1931–2025 Sofia Gubaidulina
- 1931–2008 Mauricio Kagel
- 1931–2021 Alvin Lucier
- 1932–2025 Per Nørgård
- 1932–2016 Pauline Oliveros
- 1932–2020 Jaan Rääts
- 1932– Rodion Schtschedrin
- 1932– John Williams
- 1933–2011 John Barry
- 1933–2000 Nodar Gabunia
- 1933–2010 Henryk Mikołaj Górecki
- 1933–2020 Krzysztof Penderecki
- 1933–2020 Karl Reinberger
- 1934–2022 Harrison Birtwistle
- 1934– Oskar Gottlieb Blarr
- 1934–2016 Peter Maxwell Davies
- 1934– Vinko Globokar
- 1934– Georg Kröll
- 1934–2021 Siegfried Matthus
- 1934–1998 Alfred Schnittke
- 1934–2006 James Tenney
- 1934– Christian Wolff
- 1935–2019 Gija Kantscheli
- 1935– Helmut Lachenmann
- 1935– Arvo Pärt
- 1935– Terry Riley
- 1935–2024 Peter Schickele
- 1935– La Monte Young
- 1936–2012 Richard Rodney Bennett
- 1936–2020 Herbert Blendinger
- 1936–1981 Cornelius Cardew
- 1936–2019 Ivan Eröd
- 1936–2003 Augustinus Franz Kropfreiter
- 1936–2019 Colin Mawby
- 1936– Steve Reich
- 1936–2024 Aribert Reimann
- 1936–2019 Hans Zender
- 1937– Keiko Abe
- 1937– Philip Glass
- 1937– Rolf Riehm
- 1937–2005 Eduard Schafranski
- 1938–2023 Gloria Coates
- 1938– John Corigliano
- 1938– Robert Maximilian Helmschrott
- 1938–2021 Frederic Rzewski
- 1938–2015 Bernd Wiesemann
- 1939–2021 Louis Andriessen
- 1939–2012 Jonathan Harvey
- 1939– Heinz Holliger
- 1939– Nicolaus A. Huber
- 1939– Tigran Mansurjan
- 1939– Urs Peter Schneider
- 1939–2010 Boris Tischtschenko
- 1940–2006 Dieter Acker
- 1940–2004 Juraj Beneš
- 1940– Vladimir Cosma
- 1940–2010 Hans Ulrich Humpert
- 1940–2006 Tilo Medek
- 1940–1979 Vaqif Mustafazadə
- 1940–1993 Frank Zappa
- 1941–1992 Stephen Albert
- 1941–2022 Elias Davidsson
- 1941–2009 Friedrich Goldmann
- 1941– Wilfried Hiller
- 1941–2023 Bernd Junghanns
- 1941–2012 Emmanuel Nunes
- 1942–2020 Volker David Kirchner
- 1942– Paul McCartney
- 1942– Meredith Monk
- 1942–2008 Horațiu Rădulescu
- 1943– Hugues Dufourt
- 1943– Brian Ferneyhough
- 1943–2013 Helge Jung
- 1943–2021 Mario Lavista
- 1943–2021 Udo Zimmermann
- 1944–2016 Keith Emerson
- 1944–2024 Péter Eötvös
- 1944– Christopher Gunning
- 1944– Karl Jenkins
- 1944–2008 Pehr Henrik Nordgren
- 1944–2013 John Tavener
- 1945– Georges Aperghis
- 1945– Robert Denhof
- 1946–2016 Franz Cibulka
- 1946–1998 Gérard Grisey
- 1946–1996 Tristan Keuris
- 1946– Howard Shore
- 1946–2001 Giuseppe Sinopoli
- 1946–2025 Mark Snow
- 1946– Franz Zebinger
- 1947– John Adams
- 1947–2022 Davorin Kempf
- 1947– Tristan Murail
- 1947– Grażyna Pstrokońska-Nawratil
- 1947– Martin Christoph Redel
- 1947– Salvatore Sciarrino
- 1948–2012 Theo Brandmüller
- 1948– Heinz Chur
- 1948– Bo Holten
- 1948–1983 Claude Vivier
- 1949– Kalevi Aho
- 1949– Thomas Meyer-Fiebig
- 1949–2013 Thomas Schmidt-Kowalski
- 1949– Kevin Volans
- 1949– Klaus Brüngel
- 1950– James Dillon
- 1950– Andrei Golowin
- 1950–2016 Michel Meynaud
- 1950– Enjott Schneider
- 1950– Carl Verbraeken

## Komponisten geboren ab 1951
- 1951– Qigang Chen
- 1951– Lorenzo Ferrero
- 1951– David Graham
- 1951–1997 Francisco Guerrero Marín
- 1951– Guus Janssen
- 1951– Robert HP Platz
- 1952– Hans Abrahamsen
- 1952– Gerald Barry
- 1952– Max Beckschäfer
- 1952– Heiner Goebbels
- 1952–2018 Oliver Knussen
- 1952– Gerd Kühr
- 1952– Philippe Manoury
- 1952– Dominic Muldowney
- 1952– Franz Martin Olbrisch
- 1952–2024 Wolfgang Rihm
- 1952–2023 Kaija Saariaho
- 1952– Peter-Jan Wagemans
- 1953– John Luther Adams
- 1953– Giorgio Battistelli
- 1953– Hans-Jürgen von Bose
- 1953– Chen Yi
- 1953– Violeta Dinescu
- 1953– Ivan Fedele
- 1953– Georg Friedrich Haas
- 1953– Adriana Hölszky
- 1953–2023 Akira Nishimura
- 1953– Volker Plangg
- 1953– Alexander Michailowitsch Raskatow
- 1953– Wolfgang von Schweinitz
- 1953–1997 Uladsimir Soltan
- 1953– Xaver Paul Thoma
- 1953– Franz Thürauer
- 1953– Zhou Long
- 1953– John Zorn
- 1954– Michael Daugherty
- 1954– Beat Furrer
- 1954– Paweł Szymański
- 1955– Michael Denhoff
- 1955– Pascal Dusapin
- 1955– Toshio Hosokawa
- 1955– Friedemann Schmidt-Mechau
- 1955– Bright Sheng
- 1955– Andreas Stahl
- 1956– Michael Gordon
- 1956– Manuel Hidalgo
- 1956–2018 Klaus K. Hübler
- 1956– Nikita Koschkin
- 1956– Tom Sora
- 1957– Chaya Czernowin
- 1957– Tan Dun
- 1957– Claus Kühnl
- 1957– Bernhard Lang
- 1957– David Lang
- 1957– Detlev Müller-Siemens
- 1957– Gerhard Präsent
- 1957– Markus Stockhausen
- 1957– Hans Zimmer
- 1958– Marco Di Bari
- 1958– Oscar van Dillen
- 1958–2017 Michael Hirsch
- 1958– Magnus Lindberg
- 1958– Christophe Looten
- 1958– Bent Sørensen
- 1959–2025 Peter Ablinger
- 1959– James MacMillan
- 1959– John Palmer
- 1959– Ratko Delorko
- 1959– Stefan Heucke
- 1959– Frank Luchs
- 1959– Bernd Franke
- 1959– Shigeru Kan-no
- 1959– Martin Smolka
- 1959– Marco Stroppa
- 1959– Erkki-Sven Tüür
- 1960– George Benjamin
- 1960– Osvaldo Golijov
- 1960– Reso Kiknadze
- 1960– Hanspeter Kyburz
- 1960– Steffen Schleiermacher
- 1960– Mark-Anthony Turnage
- 1961– Chin Un-suk
- 1961– Marc-André Dalbavie
- 1961– Carlos Stella
- 1961– Michele Trenti
- 1961– Helmut Oehring
- 1961– Ludger Stühlmeyer
- 1962– Rudi Spring
- 1962– Wolfram Wagner
- 1962– Graham Waterhouse
- 1963–2004 Fausto Romitelli
- 1963– Nikolaus Schapfl
- 1964– Mark Andre
- 1964–2024 Ivan Moody
- 1965– Moritz Eggert
- 1965– Wolfram Graf
- 1965– Rozalie Hirs
- 1965– Juri Khanon
- 1965– Georges Lentz
- 1965– Seppo Pohjola
- 1966– Dragomir Josifow
- 1966– Juliane Klein
- 1966– Liza Lim
- 1967– Klaus Badelt
- 1967– Jens Josef
- 1967– Roman Z. Novak
- 1967– Alberto Posadas
- 1967– Rebecca Saunders
- 1967– Daniel Theaker
- 1968– Christian Frank
- 1968– Boris Guckelsberger
- 1968– Sven Helbig
- 1968– Olga Neuwirth
- 1968– José María Sánchez Verdú
- 1969– Sascha Dragićević
- 1969– Yannis Kyriakides
- 1969– Enno Poppe
- 1969– Helmut Schmidinger
- 1970– Michel van der Aa
- 1970– Reiko Füting
- 1970– Pjotr Klimow
- 1970– Fazıl Say
- 1970– Robert Brunnlechner
- 1970– Eric Whitacre
- 1971– Thomas Adès
- 1971– Franck Bedrossian
- 1971– Klaus Lang
- 1971– Matthias Pintscher
- 1973– Flint Juventino Beppe
- 1973– Francesco Filidei
- 1973– Robert Gulya
- 1973– Arno Waschk
- 1973– Jörg Widmann
- 1973– Joanna Wozny
- 1974– Uri Brener
- 1974– Ramin Djawadi
- 1974– Bruno Mantovani
- 1974– Johannes Maria Staud
- 1975– David Philip Hefti
- 1975– Rami Chahin
- 1976– Benjamin Lang
- 1976– Hèctor Parra
- 1976– Daniel Smutny
- 1976– Simon Steen-Andersen
- 1977– Mason Bates
- 1977– Eres Holz
- 1977– Frederik Magle
- 1979– Dario Cebic
- 1979– Stefan Prins
- 1980– Mirela Ivičević
- 1980– Matthias Kranebitter
- 1980– Johannes Kreidler
- 1980– Dobrinka Tabakova
- 1981– Hannes Kerschbaumer
- 1981– Marina Khorkova
- 1981- Ferenc Bernáth
- 1982– Justė Janulytė
- 1982– Caroline Shaw
- 1982– Jagoda Szmytka
- 1983– Martin Grütter
- 1983– Ellen Reid
- 1984– Milica Djordjević
- 1984– Christian Lillinger
- 1985– Steven Daverson
- 1985– Lisa Streich
- 1989– Christof Ressi
- 1990– Robert Lillinger